# Cantón de Guácimo
Cantón de Guácimo är en kanton i Costa Rica.   Den ligger i provinsen Limón, i den centrala delen av landet, 50 km nordost om huvudstaden San José. Antalet invånare är 41 266. Arean är 576 kvadratkilometer.
Terrängen i Cantón de Guácimo är varierad.
Följande samhällen finns i Cantón de Guácimo:
- Guácimo